# Andreea Popa
Andreea Cristina Popa (n. 3 iunie 2000, în București) este o handbalistă română care joacă pentru clubul HC Dunărea Brăila pe postul de centru. Popa este și componentă a echipei naționale a României.

## Biografie
Părinții Andreei Popa sunt profesori de sport și ea a început să joace handbal de la o vârstă fragedă, sub îndrumarea mamei sale, Dorina Popa, antrenor de handbal. Și-a efectuat junioratul la echipa CSȘ 2 București, cu care a obținut medalia de bronz în 2017. Tot în 2017, alături de echipa U17 a României, Popa a câștigat medalia de aur la Jocurile Mediteraneene din Tunisia și a fost declarată cel mai bun intermediar stânga al turneului.
Între 2016 și 2017, Popa a jucat la Dinamo București, iar în vara anului 2017 a semnat cu Rapid București, unde a evoluat până în vara anului 2019, când s-a transferat la CS Minaur Baia Mare. Din 2023, Popa joacă pentru HC Dunărea Brăila.

## Palmares
- Liga Europeană:
  -  Medalie de bronz (Turneul Final Four): 2021
  - Locul 4 (Turneul Final Four): 2022, 2024

- Liga Națională: 
  -  Medalie de argint: 2021

- Cupa României:
  -  Finalistă: 2024

- Supercupa României:
  -  Medalie de bronz: 2023

- Campionatul național de junioare I::
  -  Medalie de bronz: 2017
  - Locul IV: 2016

- Campionatul național de junioare IV::
  -  Câștigătoare: 2013

- Jocurile Mediteraneene:
  -  Medalie de aur : 2017

- FOTE:
  -  Medalie de argint: 2017[15]

## Distincții personale
- Cel mai bun intermediar stânga la Jocurile Mediteraneene: 2017[9]
- Cel mai bun centru al campionatului național de junioare I: 2016[16], 2017[8]
- Cea mai bună marcatoare a campionatului național de junioare I: 2017[8]